# Kibondo (Distrikt)
Kibondo ist ein Distrikt im Westen von Tansania in der Region Kigoma. Das Verwaltungszentrum ist in der Stadt Kibondo. Der Distrikt grenzt im Norden an den Distrikt Kakonko, im Osten an die Regionen Geita und Tabora, im Süden an den Distrikt Uvinza und im Westen an den Distrikt Kasulu und an Burundi.

## Geographie
Kibondo hat eine Größe von 8370 Quadratkilometer und rund 362.922 Einwohner (Volkszählung 2022). Zwei Drittel der Fläche entfallen auf das Moyowosi-Wildreservat. Der Distrikt liegt auf dem westlichen Plateau von Tansania. größtenteils in einer Höhe von 1000 bis 1200 Meter über dem Meer. Nach Westen steigt das Land hügelig bis zu 1600 Meter an. Der größte Fluss ist der Malagarasi, der die westliche Grenze zu Kasulu bildet. Das Klima ist tropisch, Aw nach der effektiven Klimaklassifikation. Die Trockenzeit ist recht kurz und dauert von Juni bis September, von Oktober bis Mai gibt es heftige Regenfälle. Die Jahresniederschlagsmenge hängt stark von der topographischen Lage ab. Auf dem Plateau regnet es zwischen 600 und 1000 Millimeter im Jahr, in den höheren Lagen 850 bis 1600 Millimeter. Die Tagesdurchschnittstemperatur liegt zwischen 15 und 22 Grad Celsius, am kühlsten ist es in den Monaten von Juni bis August.

## Geschichte
Das Gebiet wurde im Jahr 1982 zum Distrikt erhoben.

## Verwaltungsgliederung
Kibondo ist in die drei Divisionen Kibondo, Mabamba und Kifura und 19 Bezirke (Wards) gegliedert:
- Kibondo
- Kitahana
- Rusohoko
- Busagara
- Nyaruyoba
- Rugongwe
- Busunzu
- Kumsenga
- Kagezi
- Kizazi
- Itaba
- Mukabuye
- Mabamba
- Bunyambo
- Bitare
- Misezero
- Murungu
- Kumwambu
- Birutana

## Bevölkerung
Die größte Ethnie im Distrikt sind die Ha. Die Einwohnerzahl stieg von 175.585 im Jahr 1988 auf 210.308 im Jahr 2002 und weiter auf 261.331 im Jahr 2012. Das bedeutet, dass das jährliche Wachstum von 1,3 auf 2,2 Prozent gestiegen ist. Im Jahr 2012 sprachen fast sechzig Prozent der Über-Fünfjährigen Swahili, sieben Prozent sprachen Swahili und Englisch, ein Drittel waren Analphabeten. Bei der Volkszählung 2022 lebten 362.922 Menschen in 63.929 Haushalten.

## Einrichtungen und Dienstleistungen
- Bildung: Die schulische Ausbildung erfolgt in 84 Grund- und 24 weiterführenden Schulen.[9] Von den weiterführenden Schulen werden 17 staatlich, vier privat und drei von religiösen Einrichtungen geführt.[10]
- Gesundheit: Für die medizinische Betreuung der Bevölkerung gibt es ein Krankenhaus, drei Gesundheitszentren und 36 Apotheken (Stand 2015).[10]
- Wasser: Im Jahr 2019 wurden siebzig Prozent der Bevölkerung mit sauberem und sicherem Wasser versorgt.[11]
- Elektrizität: Strom liefert ein Generator mit einer Leistung von 2,5 Megawatt, der aktuelle Verbrauch beträgt 0,5 Megawatt (Stand 2015).[12]

## Wirtschaft und Infrastruktur
| Ähnlich wie in den anderen Distrikten der Region sind die Arbeitslosigkeit hoch und das Durchschnittseinkommen mit 705.228 Tansania-Schilling (281 Euro) niedrig. Kapitalmangel und eine schlechte Infrastruktur erschweren den Aufbau von Handel und Gewerbe. - Die Landwirtschaft ist der wichtigste Wirtschaftszweig, 87 Prozent der Bevölkerung leben davon. Die durchschnittliche Größe der Höfe liegt zwischen einem und vier Hektar. Die wichtigsten Früchte für die Eigenversorgung sind Bohnen, Maniok und Mais. Für den Verkauf werden Erdnüsse und Gemüse, vor allem Kohl und Tomaten angebaut (Stand 2015/16). Über vierzig Prozent aller Haushalte des Distriktes halten Nutztiere, vor allem Geflügel, Ziegen und Rinder. Vom Ertrag der Tierhaltung werden landwirtschaftliche Betriebsmittel und Baumaterialien gekauft und Schulgeld für die Kinder bezahlt. - Forstwirtschaft: Die starke Nachfrage nach Brennholz und Holzkohle führt zu einer Verringerung des Waldbestandes. - Imkerei: Mit Hilfe der Belgischen Regierung wurde der Distrikt zum führenden Honigproduzenten in der Region. In Kibondo, Kifura und Busunzu wurden Honigsammelzentren aufgebaut. | Hier fehlt eine Grafik, die leider im Moment aus technischen Gründen nicht angezeigt werden kann. Wir arbeiten daran! | Hier fehlt eine Grafik, die leider im Moment aus technischen Gründen nicht angezeigt werden kann. Wir arbeiten daran! |

- Bergbau: Es gibt Vorkommen von Granat, Gold, Zirkon und Uran, die jedoch nicht abgebaut werden. Abgebaut wird Kalk in Kitahana (Stand 2016).[20]
- Straßen: Parallel zur Grenze nach Burundi verläuft die Nationalstraße T9 von Kigoma im Süden nach Biharamulo im Norden. Daneben gibt es noch 90 Kilometer Regionalstraßen und 80 Kilometer Distriktstraßen, die größtenteils ganzjährig befahrbar sind.[21][22]

## Politik
In Kibondo wird ein Distriktrat (District council) alle 5 Jahre gewählt. Bei der Wahl im November 2019 gewann die „Partei der Revolution“ (CCM) landesweit 99 Prozent der Sitze. Eine Forderung der Opposition, die Wahlen zu wiederholen, wurde abgelehnt. Seit 2021 ist Habili Charles Maseke der Vorsitzende des Distriktrates.

## Sehenswürdigkeiten
- Moyowosi-Wildreservat: Rund zwei Drittel des Distriktes umfassen dieses 6000 Quadratkilometer große Wildreservat. Es wurde 1981 eingerichtet und bietet große Bestände an Büffeln, Löwen, Giraffen, Zebras, Antilopen, Flusspferden und Krokodilen.[25][26]

## Sonstiges

### Flüchtlinge
Zwischen 1993 und 1996 flohen über 380.000 Menschen, darunter viele Hutus, vor dem Bürgerkrieg in Burundi nach Tansania. In Kibondo wurden in Mtendeli, Kanembwa, Karago und Nduta Flüchtlingslager für insgesamt 90.000 Flüchtlinge eingerichtet. Im Jahr 2018 lebten noch 45.000 Flüchtlinge in den Lagern des Distriktes.
- Die Dänische Flüchtlingshilfe betreibt in Kibondo ein Büro, von wo aus Flüchtlinge aus Burundi betreut werden.[29]
- Seit 2016 betreibt die NRC Flüchtlingshilfe ein Büro in Kibondo.[30]

### Religion
- Kibondo ist Bischofssitz der Anglikanischen Kirche.[31]